# 酞

酞的结构通式。

酞（Phthalein）又译作𨣏，在狭义上是一分子邻苯二甲酸酐（酞酐）与两分子酚类经缩合得到的化合物的统称，属于三芳基甲烷类，其中有很多可用作染料。
酞在广义上指的是所有具有右图结构的有机化合物，其中 R1、R2 可以是氢原子或烃基。最简单的酞是苯酞。

苯酞
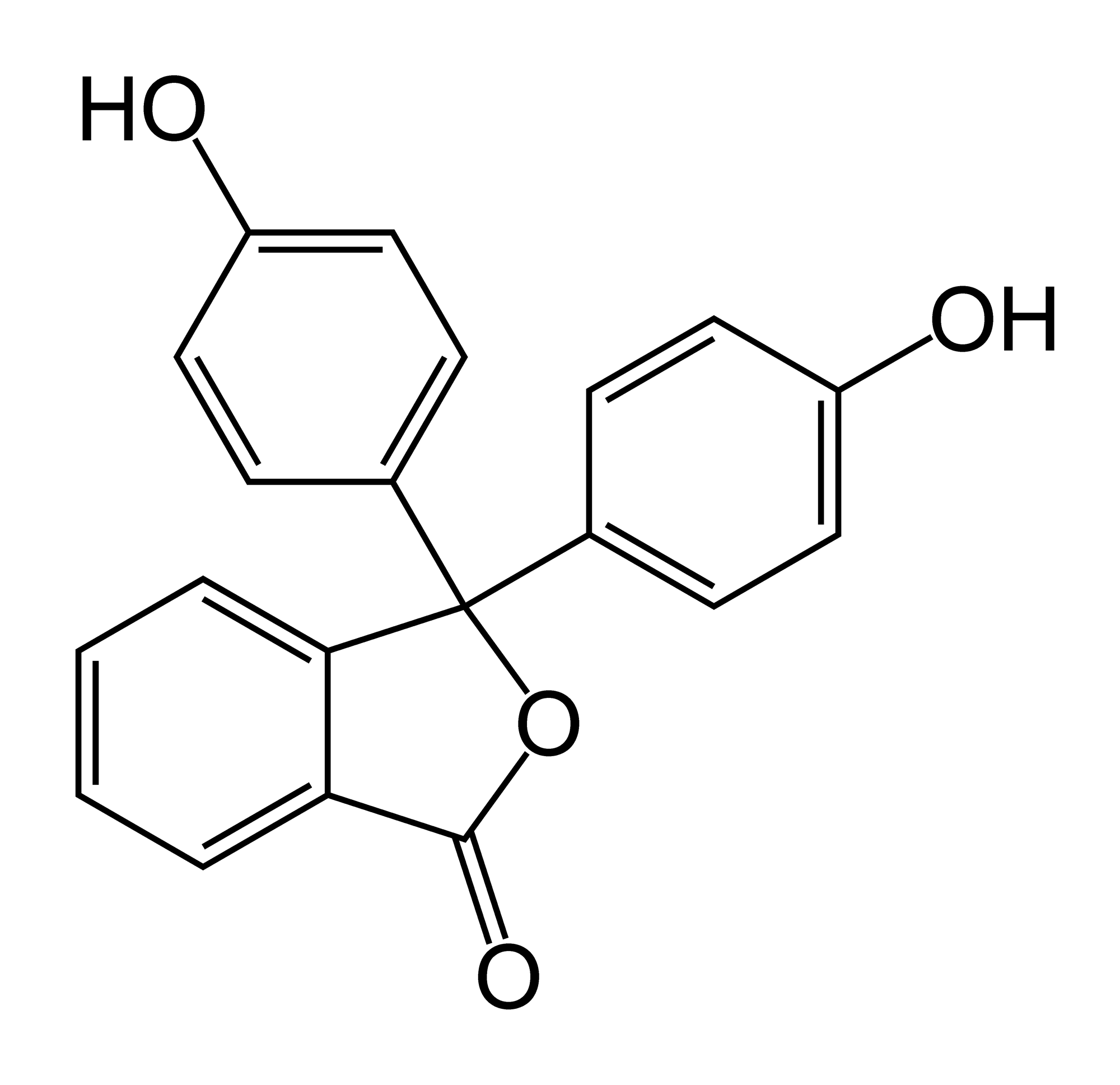
酚酞
百里酚酞
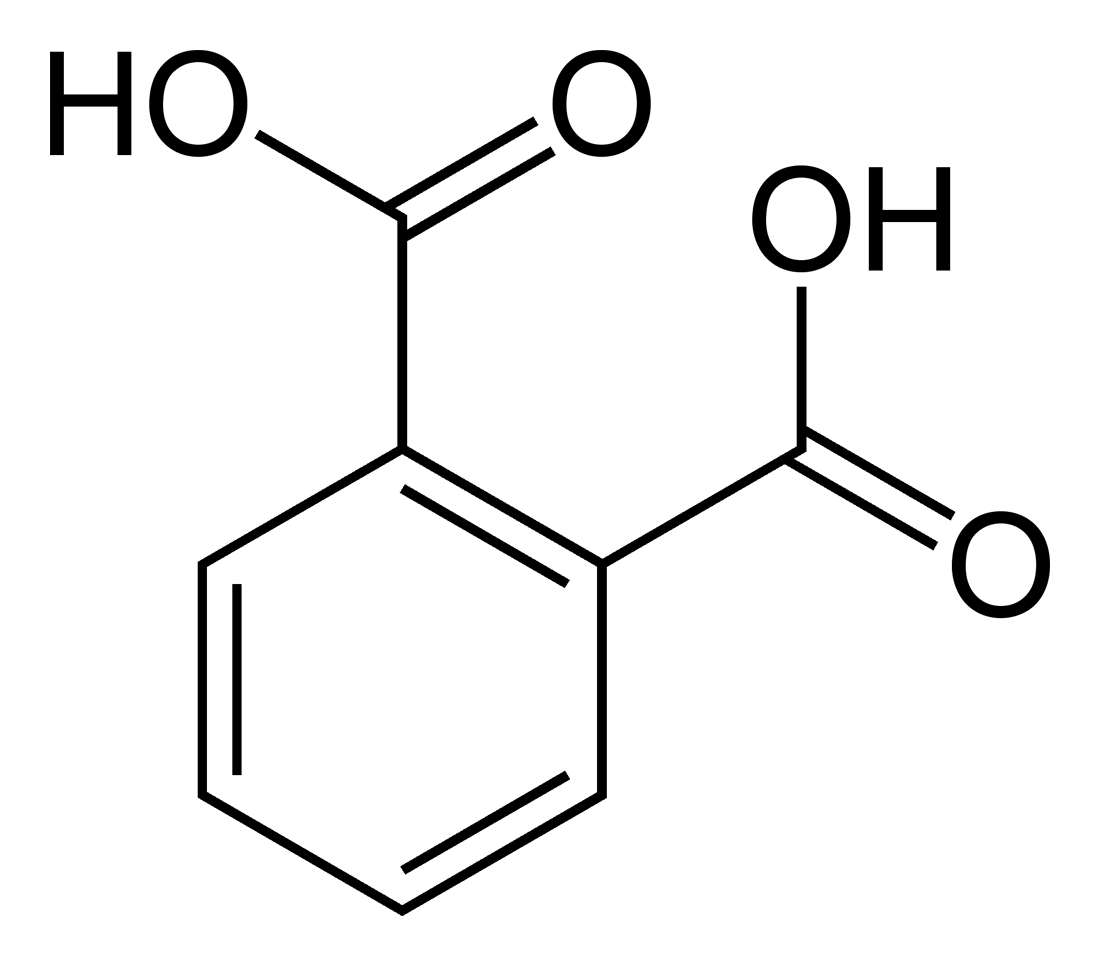
酞酸
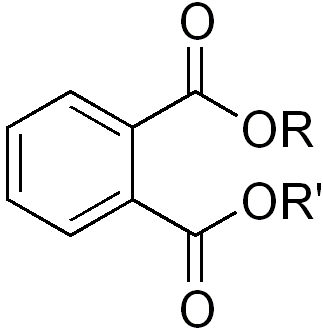
酞酸酯
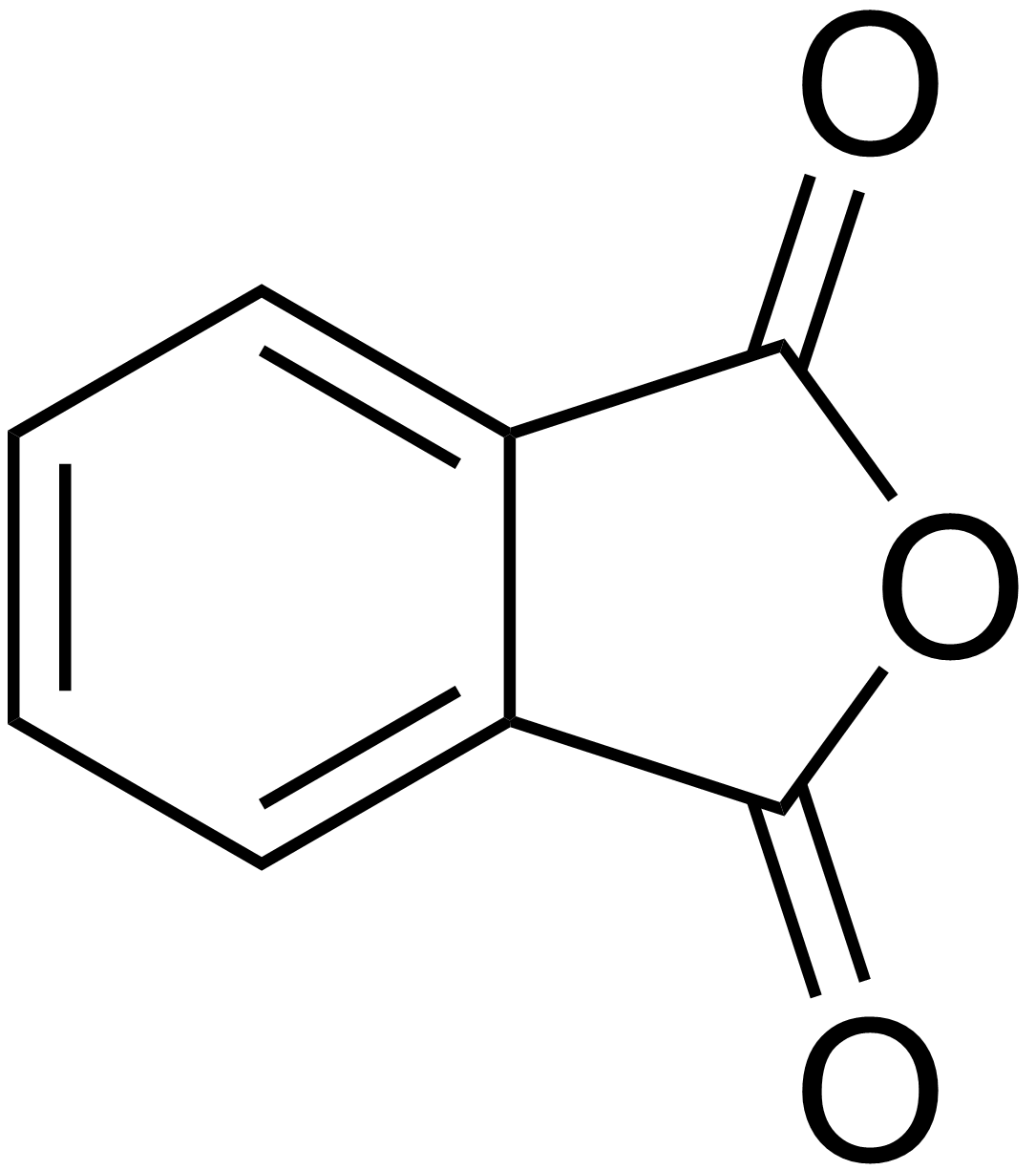
酞酸酐（酞酐）
酞酰亚胺
酞醛
酞菁（以降解产物酞酰亚胺命名）